# Eurovision 2019: You Decide
Der 4. Eurovision: You Decide fand am 8. Februar 2019 statt und war die britische Vorentscheidung zum Eurovision Song Contest 2019 in Tel Aviv, Israel. Erstmals fand mit dem Dock 10 der MediaCityUK in Salford ein britischer Vorentscheid im Norden Englands statt.
Bis Ende Januar 2019 haben zahlreiche Musiker, Künstler und Kulturschaffende gemeinsam von dem Fernsehsender BBC einen Boykott des Eurovision Song Contest 2019 in Israel gefordert, darunter Wolf Alice, Julie Christie, Eve Ensler, Peter Gabriel, A. L. Kennedy, Mike Leigh, Ken Loach, Yann Martel, Maxine Peake, Alexei Sayle, Alia Shawkat, Roger Waters, Vivienne Westwood. In der Stellungnahme heißt es übersetzt: „Wir können Israels systematische Verletzung der palästinensischen Menschenrechte nicht ignorieren“ und „die BBC ist durch ihre Satzung dazu verpflichtet, sich für die Meinungsfreiheit einzusetzen. Sie sollte auf dem Fundament ihrer Grundsätze handeln und sich dafür einsetzen, dass der Eurovision in ein Land verlegt wird, in dem keine Verbrechen gegen die Freiheit begangen werden.“

## Format

### Konzept
Für 2019 kündigte die BBC ein neues Format an. Dieses werde anders sein, als das Format, das von 2016 bis 2018 verwendet wurde. Wie schon 2018 wurde die Vorentscheidung wieder von Mel Giedroyc und Måns Zelmerlöw moderiert. Erneut nahmen sechs Interpreten an der Sendung teil, allerdings gab es nur drei Lieder. Diese drei Lieder wurden jeweils zu zwei verschiedenen Versionen ausgearbeitet. Insgesamt gab es zwei Abstimmungsrunden. In der ersten Runde gab es drei Duelle, in der jeweils die beiden unterschiedlichen Versionen eines Liedes gegeneinander antraten. Das Lied mit den meisten Stimmen erreichte dann die zweite Abstimmungsrunde. Dort traten dann alle drei Sieger der Duelle erneut gegeneinander an. Der Gesamtsieger wurde dann zu 50 % per Televoting und zu 50 % per Juryvoting entschieden wird.

### Beitragswahl
Vom 19. September 2018 bis zum 26. Oktober 2018 konnten bei der BBC Beiträge eingereicht werden. Anders als in Vorjahren, in denen der Fan-Club OGAE UK die Teilnehmer selektierte, wählte 2019 eine internationale Jury die sechs Interpreten sowie die drei Lieder aus.

## Teilnehmer
Die sechs Teilnehmer und ihre dazugehörigen Lieder wurden am 23. Januar 2019 um 10:00 Uhr (UTC) vorgestellt. Präsentiert wurden diese durch Ken Bruce im Radiosender BBC Radio 2.

### Erste Runde
In der ersten Runde der Vorentscheidung traten die sechs Teilnehmer in drei Duellen gegeneinander an. Der jeweilige Sieger des Duells erreichte die zweite und letzte Runde.
| Duell | Startnr. | Interpret     | Lied Musik (M) und Text (T)                                                       | Sprache  | Übersetzung (inoffiziell) | Jury             | Jury        | Jury         |
| Duell | Startnr. | Interpret     | Lied Musik (M) und Text (T)                                                       | Sprache  | Übersetzung (inoffiziell) | Rylan Clark-Neal | Mollie King | Marvin Humes |
| ----- | -------- | ------------- | --------------------------------------------------------------------------------- | -------- | ------------------------- | ---------------- | ----------- | ------------ |
| I     | 1        | Kerrie-Anne   | Sweet Lies M/T: Maria Broberg, Lise Cabble, Esben Svane                           | Englisch | Süße Lügen                | Ja               | Ja          | Ja           |
| I     | 2        | Anisa         | Sweet Lies M/T: Maria Broberg, Lise Cabble, Esben Svane                           | Englisch | Süße Lügen                | Nein             | Nein        | Nein         |
| II    | 3        | Jordan Clarke | Freaks M/T: Jon Maguire, Rick Parkhouse, Corey Sanders, George Tizzard            | Englisch | Freaks                    | Ja               | Nein        | Ja           |
| II    | 4        | MAID          | Freaks M/T: Jon Maguire, Rick Parkhouse, Corey Sanders, George Tizzard            | Englisch | Freaks                    | Nein             | Ja          | Nein         |
| III   | 5        | Holly Tandy   | Bigger Than Us M/T: Laurell Barker, Anna-Klara Folin, John Lundvik, Jonas Thander | Englisch | Größer als wir            | Nein             | Nein        | Nein         |
| III   | 6        | Michael Rice  | Bigger Than Us M/T: Laurell Barker, Anna-Klara Folin, John Lundvik, Jonas Thander | Englisch | Größer als wir            | Ja               | Ja          | Ja           |

### Finale
Im Finale (oder auch zweite Runde genannt) traten die drei Sieger aus den drei Duellen gegeneinander an. Der Interpret mit den meisten Stimmen gewann die Vorentscheidung. Michael Rice ging als Sieger aus dieser Abstimmung hervor.
| Platz | Startnr. | Interpret     | Lied Musik (M) und Text (T)                                                       | Sprache  | Übersetzung (inoffiziell) |
| ----- | -------- | ------------- | --------------------------------------------------------------------------------- | -------- | ------------------------- |
| 1.    | 3        | Michael Rice  | Bigger Than Us M/T: Laurell Barker, Anna-Klara Folin, John Lundvik, Jonas Thander | Englisch | Größer als wir            |
| –     | 2        | Jordan Clarke | Freaks M/T: Jon Maguire, Rick Parkhouse, Corey Sanders, George Tizzard            | Englisch | Freaks                    |
| –     | 1        | Kerrie-Anne   | Sweet Lies M/T: Maria Broberg, Lise Cabble, Esben Svane                           | Englisch | Süße Lügen                |